# The Backyardigans
The Backyardigans is een Amerikaanse–Canadese kinderserie over vijf vrienden (Uniqua, Pablo, Tyrone, Tasha en Austin) die avonturen beleven in hun achtertuin (backyard). In een rollenspel beleven ze iedere keer een avontuur in een andere wereld. Vast onderdeel zijn muzikale intermezzo's.